# Cana Chapetón
Cana Chapetón är en ort i Dominikanska republiken.   Den ligger i provinsen Monte Cristi, i den nordvästra delen av landet, 180 km nordväst om huvudstaden Santo Domingo. Cana Chapetón ligger 63 meter över havet och antalet invånare är 1 758.
Terrängen runt Cana Chapetón är platt åt nordost, men åt sydväst är den kuperad. Runt Cana Chapetón är det ganska tätbefolkat, med 58 invånare per kvadratkilometer. Närmaste större samhälle är Sabaneta, 16,8 km sydväst om Cana Chapetón. Omgivningarna runt Cana Chapetón är en mosaik av jordbruksmark och naturlig växtlighet.